# Suse Byk
Suse Byk (Berlino, 10 agosto 1884 – New York, 10 settembre 1943) è stata una fotografa tedesca, una delle più importanti ritrattiste a Berlino negli anni Venti.

## Biografia

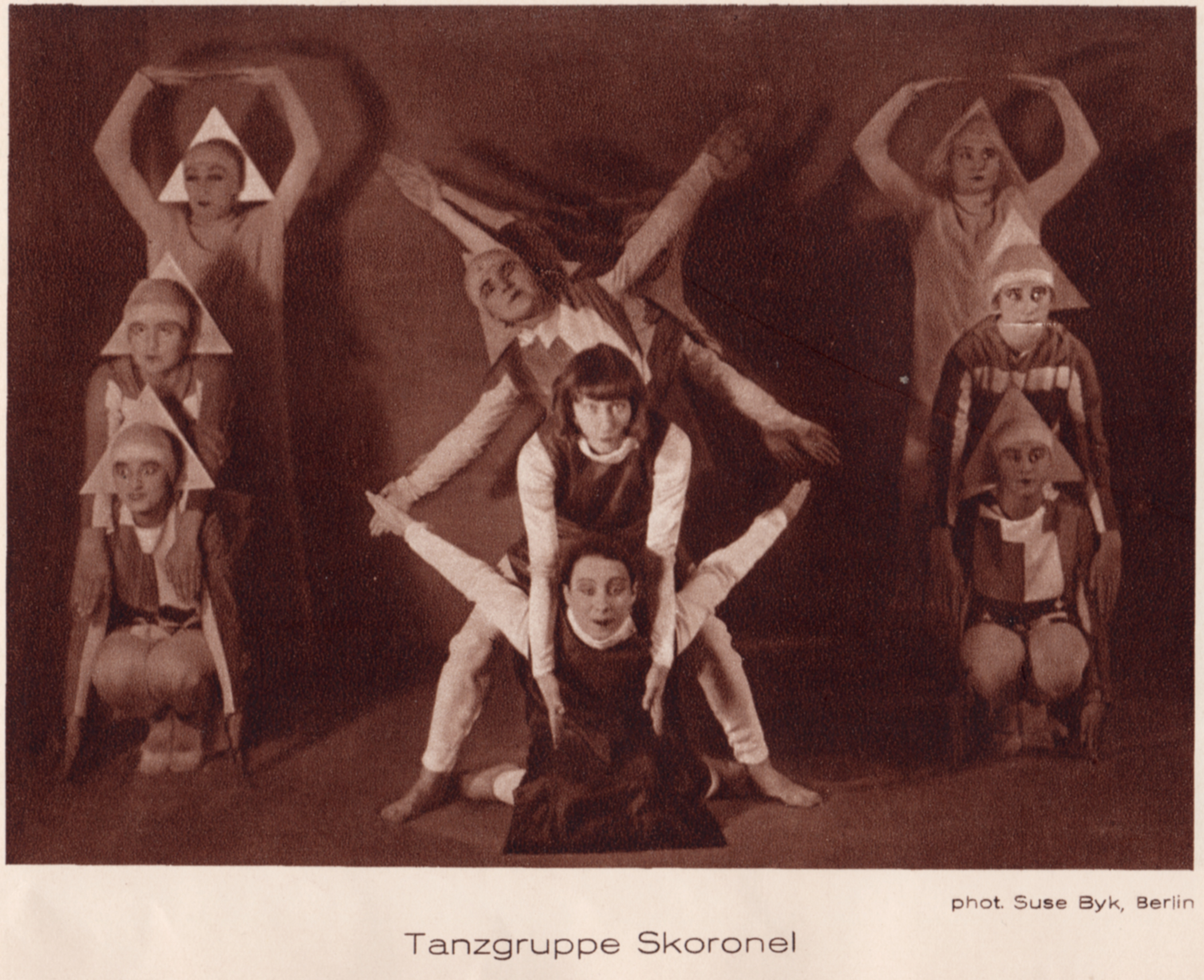
Skoronel Dance Ensemble, Berlino, anni Venti

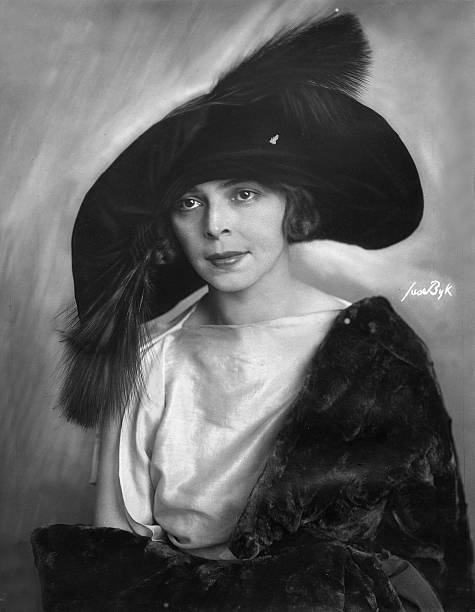
Ritratto dell'attrice Manja Tzatschewa, 1922

Nacque in una famiglia borghese berlinese, figlia dell'industriale e chimico Siegmund, fondatore della Byk-Gilden Werke, nel 1884. Fu apprendista fotografa e nel 1910 studiò alla Lette-Verein Stiftung des öffentlichen Rechts di Berlino. Iniziò la sua attività nel 1911 nel centrale Kurfürstendamm e in seguito rilevò lo studio da Ernst Sandau. Nel 1913 partecipò alla prima Conferenza per fotografe tedesche nei locali del Club delle donne di Berlino e da quel momento si specializzò in ritratti, foto di moda e danza. Byk ebbe anche commissioni per servizi fotografici di moda per riviste illustrate negli anni Venti, tra cui Die Dame. Nel 1938 cedette lo studio berlinese alla sua ex allieva Liselotte Strelow e si trasferì col marito a New York.

## Attività professionale
Byk divenne nota per i suoi ritratti. Tra le persone da lei fotografate lo scienziato Albert Einstein, le attrici Helga Molander, Hertha Thiele e Manja Tzatschewa, il musicista Paul Graener e numerose altre.

## Mostre
- 1914 Esposizione Internazionale di Libraio e Grafica a Lipsia.[4]
- 1930 Das Lichtbild, Esposizione Internazionale a Monaco